# El álamo negro de Babisnau

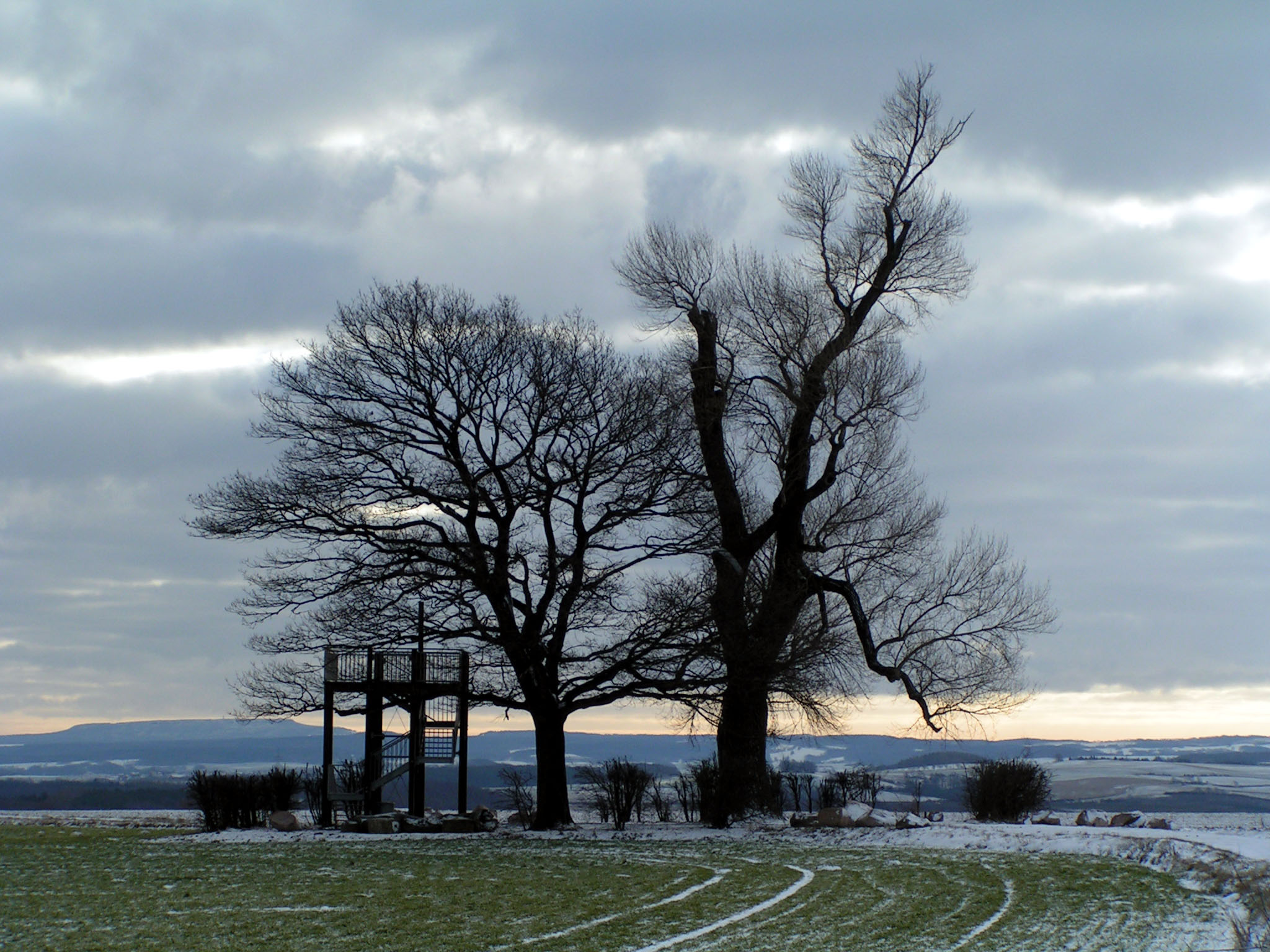
El álamo de Babisnau en diciembre de 2004.

El álamo negro de Babisnau es un monumento natural cercano a la localidad de Babisnau (Kreischa) en el distrito de Suiza-Osterzgebirge, en el estado federal de Sajonia. El árbol fue plantado en 1808 por el terrateniente Johann Gottlieb Becke en lo alto de una colina, a 330 metros sobre el nivel del mar. (50°58′27″N 13°44′59″E / 50.974193, 13.749853)
El árbol ha sobrevivido a guerras y grandes tormentas. En 1866, durante la Guerra de las Siete Semanas, los sajones construyeron en torno al árbol un puesto de supervisión, y en 1944 un escuadrón de aviones se estableció en torno a él, permaneciendo allí hasta el final de la Segunda Guerra Mundial. En 1967, una tormenta destruyó un tercio de su corona.
A lo largo de su historia se han construido varios miradores para poder contemplar mejor el árbol. El primero en 1885 y el resto en 1922, 1958 y 1999. Este último fue financiado por el gobierno de la ciudad de Dresde, así como el diseño de la zona circundante.

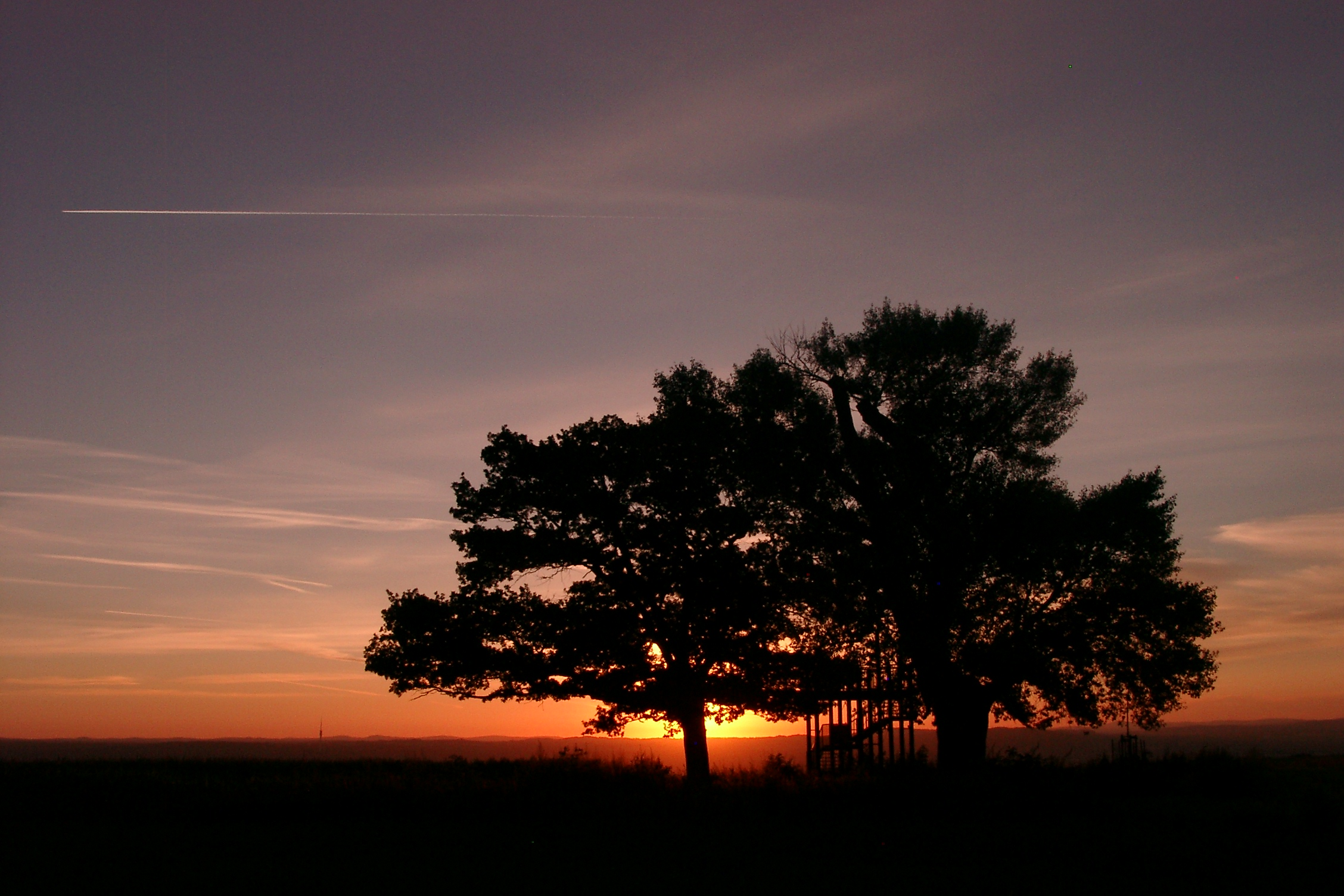
En julio de 2006
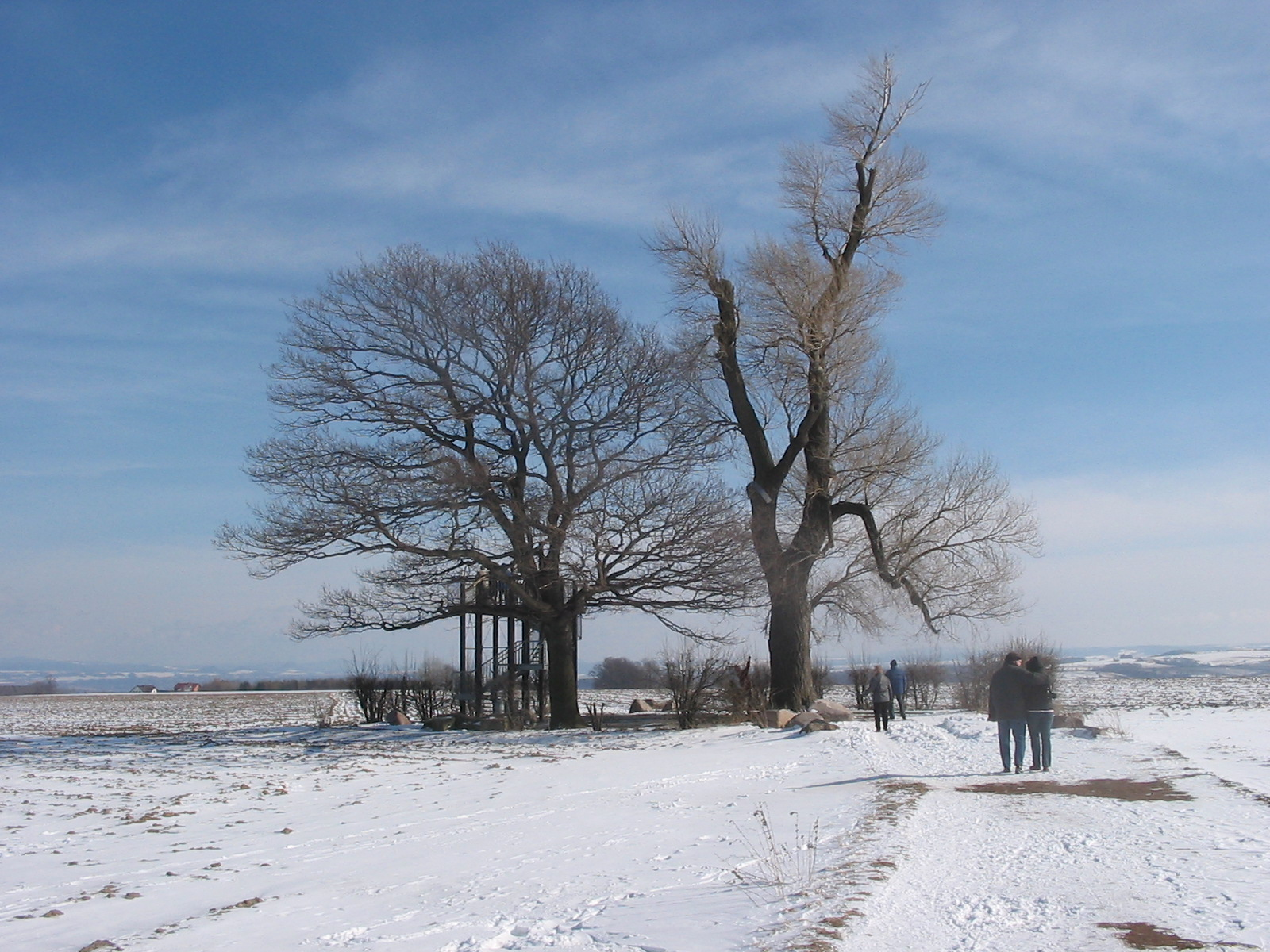
En marzo de 2006
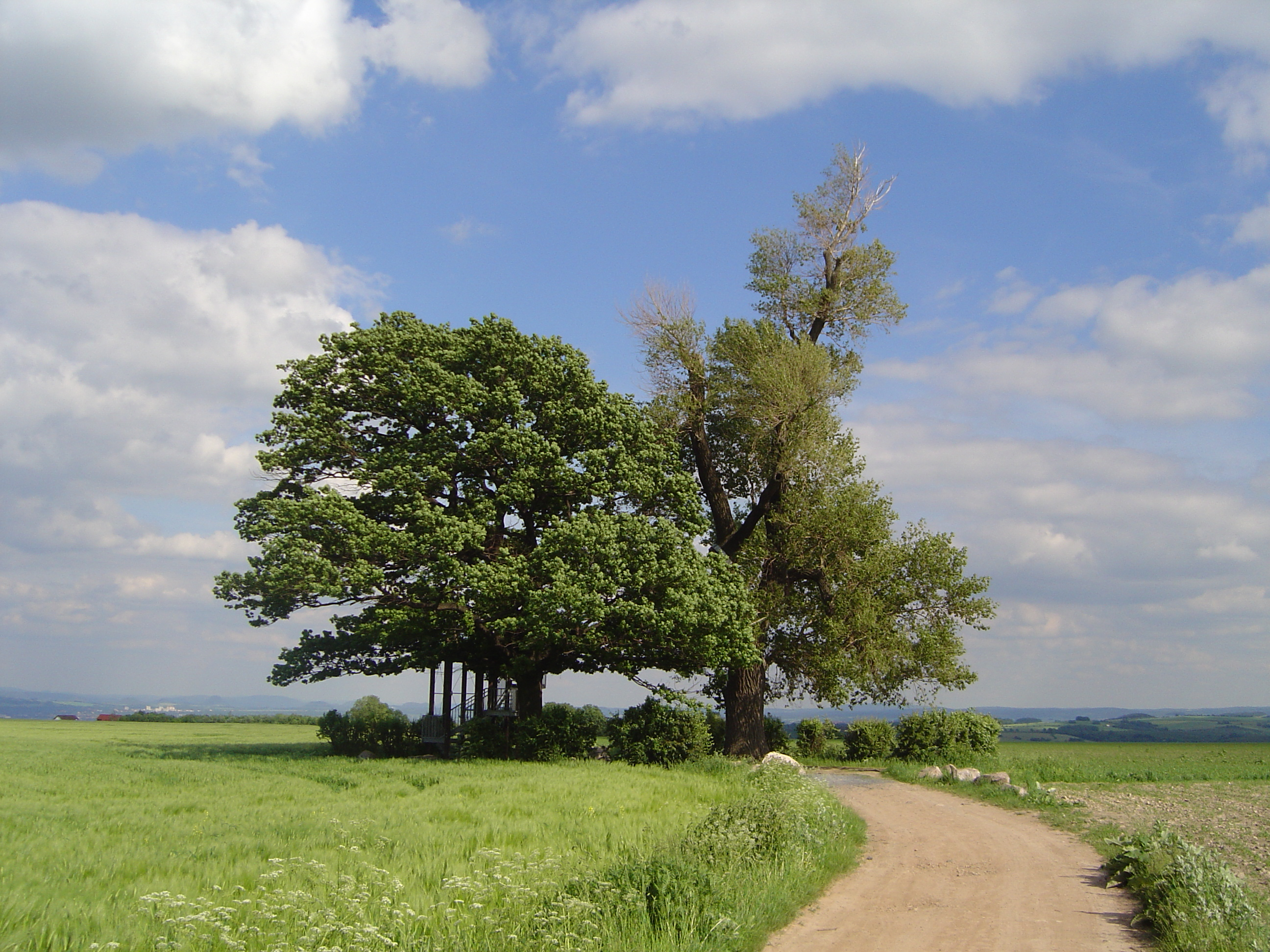
En la primavera de 2005
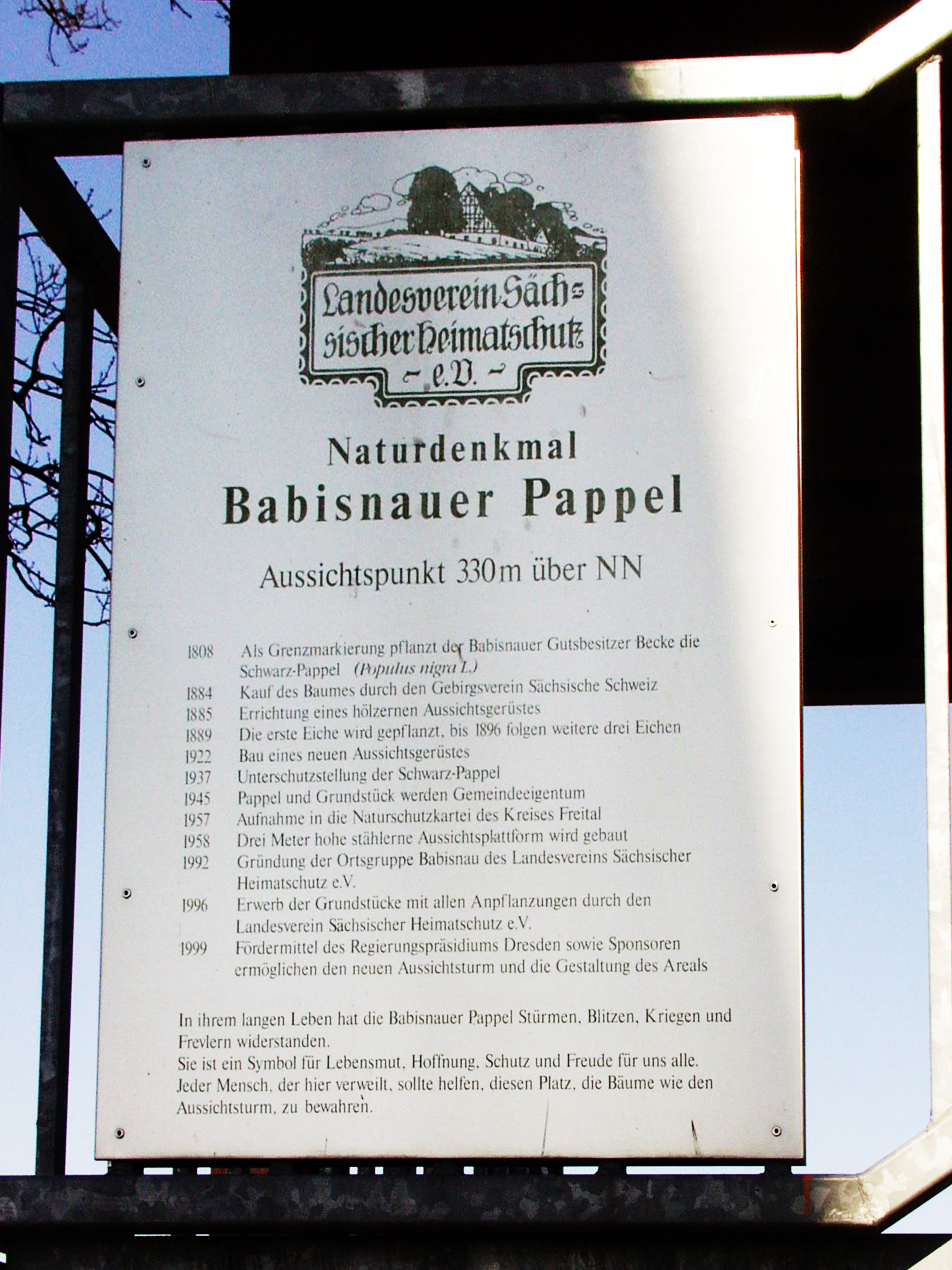
Cartel informativo

## El álamo de Babisnau en Literatura
Victor Klemperer, en su libro Lingua Tertii Imperii, cuenta cómo "arios y no arios" difunden la leyenda que gira en torno al álamo negro de Babisnau, según la cual éste florecería sólo cuando, en tiempos de guerra, está cerca el momento de firmar la paz.